# Shahid Zaman
Shahid Zaman Khan (* 12. August 1982 in Quetta) ist ein ehemaliger pakistanischer Squashspieler.

## Karriere
Shahid Zaman begann seine Karriere 1997 und gewann sechs Titel auf der PSA World Tour, darunter die North American Open 2005. Bei den Asienspielen 2002 gewann er im Einzel die Bronzemedaille. Mit der pakistanischen Nationalmannschaft wurde er mehrfacher Asienmeister. Mit dieser nahm er 2001 und 2005 an Weltmeisterschaften teil. Seine höchste Platzierung in der Weltrangliste war Rang 14 im Juli 2005. Seine letzte Profisaison bestritt er 2009.
Sein Onkel Qamar Zaman und sein Cousin Mansoor Zaman waren ebenfalls als Squashprofis aktiv, gleichzeitig war Qamar Shahid Zamans Trainer. Er hat vier Brüder und zwei Schwestern. Shahid Zaman ist verheiratet und hat drei Söhne. Sein Neffe Hamza Khan wurde 2023 Junioren-Weltmeister.

## Erfolge
- Mehrfacher Asienmeister mit der Mannschaft
- Asienspiele: 1 × Bronze (Einzel 2002)
- Gewonnene PSA-Titel: 6